# Johann Bizer

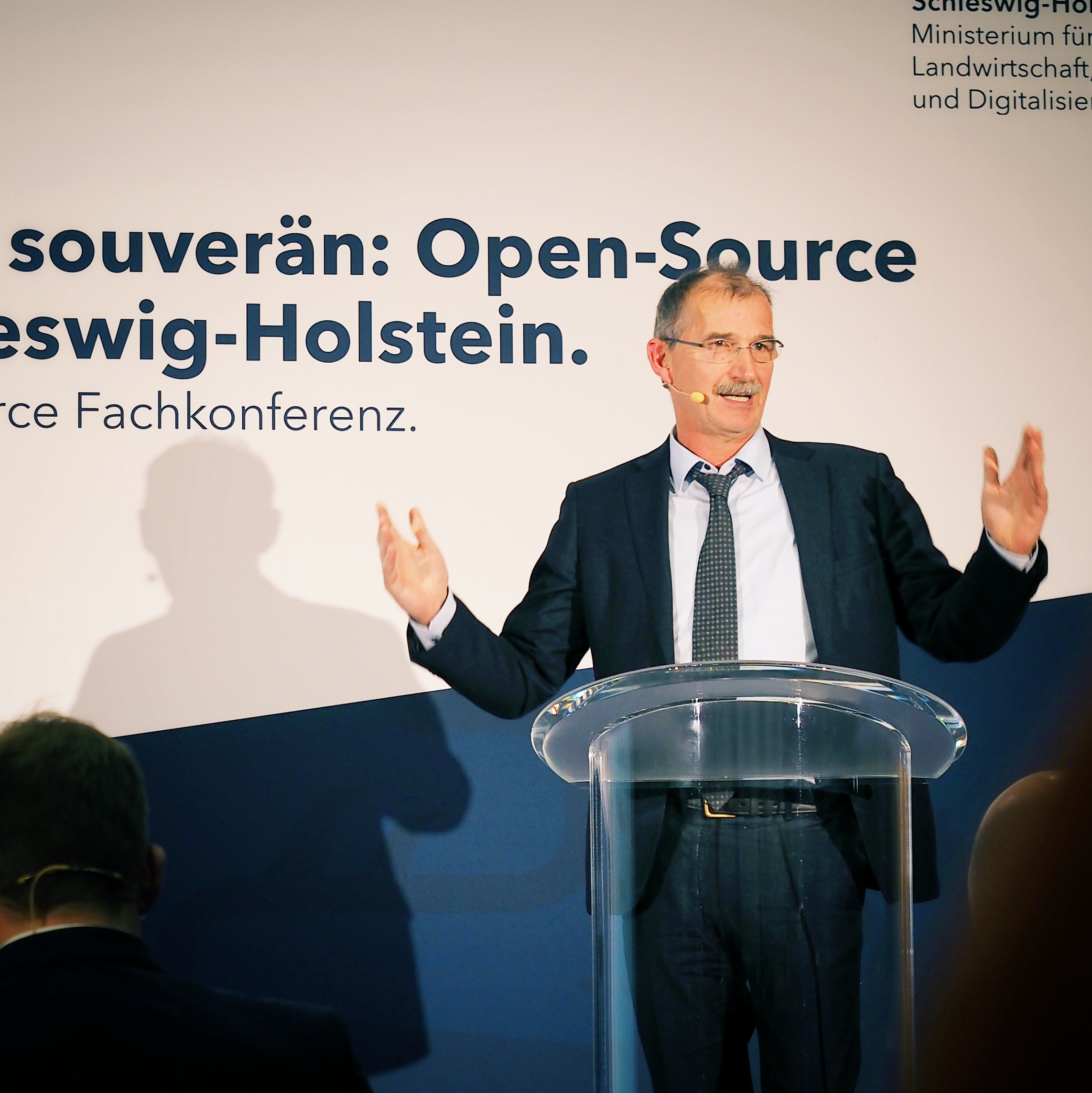
Johann Bizer (2021)

Johann Bizer (* 1960 in Bonn) ist ein deutscher promovierter Rechtswissenschaftler und Unternehmensvorstand.

## Leben
Johann Bizer, der insbesondere als E-Government- und Datenschutzexperte hervorgetreten ist, war mehrere Jahre – zuletzt als wissenschaftlicher Assistent von Erhard Denninger – am Institut für Öffentliches Recht der Universität Frankfurt tätig. Dem schloss sich von Februar 2004 bis Ende Januar 2008 die Mitarbeit beim Unabhängigen Landeszentrum für Datenschutz Schleswig-Holstein (ULD) an, wo er Stellvertreter des Landesdatenschutzbeauftragten Thilo Weichert war.
Seit Februar 2008 ist Bizer als Vorstand des norddeutschen IT-Dienstleisters Dataport für die von dem Unternehmen der öffentlichen Verwaltung angebotenen Lösungen verantwortlich. Seit November 2011 ist Bizer Vorstandsvorsitzender von Dataport.
Von 1997 bis 2009 war Bizer Mitherausgeber der Zeitschrift Datenschutz und Datensicherheit.

## Schriften (Auswahl)
- Forschungsfreiheit und Informationelle Selbstbestimmung. Baden-Baden 1992, ISBN 3-7890-2672-7.
- mit Alexander Roßnagel: Multimediadienste und Datenschutz. Stuttgart 1995, ISBN 3-930241-51-X.
- mit Hans-Joachim Koch (Hrsg.): Sicherheit, Vielfalt, Solidarität. Ein neues Paradigma des Verfassungsrechts? (Symposium zum 65. Geburtstag Erhard Denningers am 20. Juni 1997.) Baden-Baden 1998, ISBN 3-7890-5399-6.
- Der Code – gestaltbar für und gegen den Datenschutz. in: Johann Bizer (Hrsg.): Freundesgabe für Alfred Büllesbach. Stuttgart 2002, ISBN 3-00-009813-5.
- mit Albert von Mutius / Thomas B. Petri / Thilo Weichert (Hrsg.), Innovativer Datenschutz 1992–2004, Wünsche, Wege, Wirklichkeit, für Helmut Bäumler, Kiel 2004, ISBN 3-9809783-0-3
- in Spiros Simitis (Hrsg.): Kommentar zum Bundesdatenschutzgesetz. 6. Auflage. Baden-Baden 2006, ISBN 3-8329-1376-9.
- Datenschutz als Gestaltungsaufgabe. In: DuD 2007, 725–730.
- Die Sieben Goldenen Regeln des Datenschutzes. In: DuD 2007, 350–356.